# إتيان دي جولي
إتيان دي جولي هو محامي وسياسي فرنسي، ولد في 22 أبريل 1756 في مونبلييه في فرنسا، وتوفي في 3 أبريل 1837 في باريس في فرنسا. انتخب وزير الداخلية ‏ (17 يوليو 1792 – 21 يوليو 1792) وانتخب Mayor of Créteil ‏.